# Kadi Burhan al-Din
Kadi Burhan al-Din Ahmed (aserbaidschanisch Qazi Bürhanəddin, türkisch Kadı Burhâneddin; * 1345 in Kayseri; † 1398) war ein Kadi, Wesir und Atabeg der Herrscher des anatolischen Beyliks Eretna, später selbst Sultan von Eretna und ein auf Persisch und Aserbaidschanisch schreibender Dichter.
Er war der Sohn des Qādī Schams al-din Mehmed von Kayseri und gehörte dem turkmenischen Oghusenstamm Salur an. Burhan al-Din genoss eine umfassende religiöse und literarische Ausbildung unter anderem in Ägypten. 1364 kehrte er nach Kayseri zurück und trat in die Dienste des Hauses Eretna. Er wurde 1365 als Qādī von Kayseri Nachfolger seines Vaters. Daneben betätigte er sich auch als Dichter, wobei er vornehmlich auf Persisch schrieb.
Im Jahr 783 AH (1381/1382) usurpierte er den Thron der Eretna in Sivas und beanspruchte den Titel Sultan für sich. Burhan al-Din rechtfertigte seinen Thronanspruch mit seiner Abstammung von den seldschukischen Türken: Seine Großmutter väterlicherseits war die Enkelin des Kai Kaus II. Das Sultanat der Eretna, das er geerbt hatte, besaß eine große turkmenische und mongolische Bevölkerung, aber auch viele der alten städtischen Zentren der Rumseldschuken und der Ilchane. Das Sultanat mit seinem persifizierten Hofadel ähnelte diesen älteren Staaten mehr als die turkmenischen Beyliks, die in anderen Teilen Anatoliens entstanden.
Die 18-jährige Herrschaft des Kadi war nicht friedvoll. Er forderte die turkmenischen Karamaniden heraus und kämpfte zweimal gegen Kötürüm Bayezid, den Herrscher der Candaroğlu in Kastamonu. 1387 wurde er von den Mamluken von Ägypten besiegt. Der osmanische Sultan Bayezid I. führte 1391 mit seinem byzantinischen Vasallen Kaiser Manuel II. einen erfolglosen Feldzug gegen Burhan al-Din.
Er fand seinen Tod durch die Hände der Ak Koyunlu im Jahr 1398, sein Nachfolger war sein Sohn Zayn al-‘Abidin, dessen Herrschaft aber bereits 1399 endete. Seine Türbe (Mausoleum) steht noch in Sivas.
‘Aziz ibn Ardashir Astarbadi, ein Gefährte des Kadi Burhan al-Din, schrieb ein persisches Buch über dessen Herrschaft mit dem Titel Bazm-u Razm, das 1928 von Mehmet Fuat Köprülü ediert wurde. Eine Analyse und Erläuterung findet sich bei H. H. Giesecke in seinem Werk Das Werk des ‘Azīz ibn Ardašīr Astarābādi (Leipzig, 1940).